# Nunningen
Nunningen – miejscowość i gmina w Szwajcarii, w kantonie Solura, w jednostce administracyjnej (Amtei) Dorneck-Thierstein, w okręgu Thierstein.

## Demografia
W Nunningen mieszka 1 956 osób. W 2021 roku 9,4% populacji gminy stanowiły osoby urodzone poza Szwajcarią. 

## Transport
Przez teren gminy przebiega droga główna nr 272.